# Europamästerskapet i fotboll för damer 2009
Europamästerskapet i fotboll för damer 2009 spelades i Finland under perioden 23 augusti–10 september 2009. Om detta beslutade man den 11 juli 2006 då Uefas exekutivkommitté möttes i Berlin i Tyskland. Nederländerna hade också ansökt om arrangörskapet. För första gången i Europamästerskapet i fotboll för damer deltog tolv lag, mot tidigare åtta.
Tyskland vann turneringen genom att slå England med 6–2 i finalmatchen i Helsingfors.

## Spelorter
Matcherna spelades i:
| Helsingfors                                  | Helsingfors                                   | Åbo                               | Tammerfors                                    | Lahtis                            |
| -------------------------------------------- | --------------------------------------------- | --------------------------------- | --------------------------------------------- | --------------------------------- |
| Helsingfors Olympiastadion Kapacitet: 40 000 | Finnair Stadium Kapacitet: 10 770             | Veritas Stadion Kapacitet: 9 372  | Tammerfors stadion Kapacitet: 17 000          | Lahtis stadion Kapacitet: 14 465  |
|                                              |                                               |                                   |                                               |                                   |
| 4 Gruppspelsmatcher Final                    | 3 Gruppspelsmatcher 1 Kvartsfinal 1 Semifinal | 4 Gruppspelsmatcher 1 Kvartsfinal | 4 Gruppspelsmatcher 1 Kvartsfinal 1 Semifinal | 3 Gruppspelsmatcher 1 Kvartsfinal |

## Kval
Kvalet spelades under perioden november 2006–oktober 2008. Först spelades ett förkval för de lägre rankade lagen. Därefter genomfördes ett huvudkvalspel där gruppsegrarna avancerade. De sista fem EM-platserna erövrades genom playoff, grupptvåor och -treor emellan.
Kvalificerade lag
- Danmark (gruppsegrare)
- England (gruppsegrare)
- Finland (värdnation)
- Frankrike (gruppsegrare)
- Tyskland (gruppsegrare)
- Island (playoff)
- Italien (playoff)
- Nederländerna (playoff)
- Norge (gruppsegrare)
- Ryssland (playoff)
- Sverige (gruppsegrare)
- Ukraina (playoff)

## Gruppspel

### Grupp A
| Nr | Lag           | S | V | O | F | GM | IM | MS | P |
| -- | ------------- | - | - | - | - | -- | -- | -- | - |
| 1  | Finland       | 3 | 2 | 0 | 1 | 3  | 2  | +1 | 6 |
| 2  | Nederländerna | 3 | 2 | 0 | 1 | 5  | 3  | +2 | 6 |
| 3  | Danmark       | 3 | 1 | 0 | 2 | 3  | 4  | −1 | 3 |
| 4  | Ukraina       | 3 | 1 | 0 | 2 | 2  | 4  | −2 | 3 |

| 1           | 23 augusti 2009 | Ukraina | 0 – 2           | Nederländerna                          | Veritas Stadion                                         |                                                         |
| 14:45 UTC+3 | 14:45 UTC+3     |         | (0 – 2) Rapport | 4′ Kirsten van de Ven 9′ Karin Stevens | Åbo Publik: 2 571 Domare: Cristina Dorcioman (Rumänien) | Åbo Publik: 2 571 Domare: Cristina Dorcioman (Rumänien) |
| 14:45 UTC+3 | 14:45 UTC+3     |         |                 |                                        | Åbo Publik: 2 571 Domare: Cristina Dorcioman (Rumänien) | Åbo Publik: 2 571 Domare: Cristina Dorcioman (Rumänien) |
| 14:45 UTC+3 | 14:45 UTC+3     |         |                 |                                        | Åbo Publik: 2 571 Domare: Cristina Dorcioman (Rumänien) | Åbo Publik: 2 571 Domare: Cristina Dorcioman (Rumänien) |

| 2           | 23 augusti 2009 | Finland         | 1 – 0           | Danmark | Olympiastadion                                               |                                                              |
| 19:30 UTC+3 | 19:30 UTC+3     | Maija Saari 49′ | (0 – 0) Rapport |         | Helsingfors Publik: 16 334 Domare: Dagmar Damkova (Tjeckien) | Helsingfors Publik: 16 334 Domare: Dagmar Damkova (Tjeckien) |
| 19:30 UTC+3 | 19:30 UTC+3     |                 |                 |         | Helsingfors Publik: 16 334 Domare: Dagmar Damkova (Tjeckien) | Helsingfors Publik: 16 334 Domare: Dagmar Damkova (Tjeckien) |
| 19:30 UTC+3 | 19:30 UTC+3     |                 |                 |         | Helsingfors Publik: 16 334 Domare: Dagmar Damkova (Tjeckien) | Helsingfors Publik: 16 334 Domare: Dagmar Damkova (Tjeckien) |

| 7           | 26 augusti 2009 | Ukraina                  | 1 – 2           | Danmark                                   | Finnair Stadium                                                   |                                                                   |
| 17:30 UTC+3 | 17:30 UTC+3     | Daryna Apanasjtjenko 62′ | (0 – 0) Rapport | 49′ Camilla Sand Andersen 87′ Maiken Pape | Helsingfors Publik: 1 372 Domare: Gyöngyi Krisztina Gaál (Ungern) | Helsingfors Publik: 1 372 Domare: Gyöngyi Krisztina Gaál (Ungern) |
| 17:30 UTC+3 | 17:30 UTC+3     |                          |                 |                                           | Helsingfors Publik: 1 372 Domare: Gyöngyi Krisztina Gaál (Ungern) | Helsingfors Publik: 1 372 Domare: Gyöngyi Krisztina Gaál (Ungern) |
| 17:30 UTC+3 | 17:30 UTC+3     |                          |                 |                                           | Helsingfors Publik: 1 372 Domare: Gyöngyi Krisztina Gaál (Ungern) | Helsingfors Publik: 1 372 Domare: Gyöngyi Krisztina Gaál (Ungern) |

| 8           | 26 augusti 2009 | Nederländerna          | 1 – 2           | Finland                         | Olympiastadion                                               |                                                              |
| 20:00 UTC+3 | 20:00 UTC+3     | Kirsten van de Ven 25′ | (1 – 1) Rapport | 7′, 69′ Laura Österberg Kalmari | Helsingfors Publik: 16 148 Domare: Jenny Palmqvist (Sverige) | Helsingfors Publik: 16 148 Domare: Jenny Palmqvist (Sverige) |
| 20:00 UTC+3 | 20:00 UTC+3     |                        |                 |                                 | Helsingfors Publik: 16 148 Domare: Jenny Palmqvist (Sverige) | Helsingfors Publik: 16 148 Domare: Jenny Palmqvist (Sverige) |
| 20:00 UTC+3 | 20:00 UTC+3     |                        |                 |                                 | Helsingfors Publik: 16 148 Domare: Jenny Palmqvist (Sverige) | Helsingfors Publik: 16 148 Domare: Jenny Palmqvist (Sverige) |

| 13          | 29 augusti 2009 | Finland | 0 – 1           | Ukraina            | Olympiastadion                                                    |                                                                   |
| 17:30 UTC+3 | 17:30 UTC+3     |         | (0 – 0) Rapport | 69′ Ljudmila Pekur | Helsingfors Publik: 15 138 Domare: Natalia Avdontjenko (Ryssland) | Helsingfors Publik: 15 138 Domare: Natalia Avdontjenko (Ryssland) |
| 17:30 UTC+3 | 17:30 UTC+3     |         |                 |                    | Helsingfors Publik: 15 138 Domare: Natalia Avdontjenko (Ryssland) | Helsingfors Publik: 15 138 Domare: Natalia Avdontjenko (Ryssland) |
| 17:30 UTC+3 | 17:30 UTC+3     |         |                 |                    | Helsingfors Publik: 15 138 Domare: Natalia Avdontjenko (Ryssland) | Helsingfors Publik: 15 138 Domare: Natalia Avdontjenko (Ryssland) |

| 14          | 29 augusti 2009 | Danmark                  | 1 – 2           | Nederländerna                   | Lahtis stadion                                         |                                                        |
| 17:30 UTC+3 | 17:30 UTC+3     | Johanna B. Rasmussen 71′ | (0 – 0) Rapport | 58′ Sylvia Smit 66′ Manon Melis | Lahtis Publik: 1 712 Domare: Jenny Palmqvist (Sverige) | Lahtis Publik: 1 712 Domare: Jenny Palmqvist (Sverige) |
| 17:30 UTC+3 | 17:30 UTC+3     |                          |                 |                                 | Lahtis Publik: 1 712 Domare: Jenny Palmqvist (Sverige) | Lahtis Publik: 1 712 Domare: Jenny Palmqvist (Sverige) |
| 17:30 UTC+3 | 17:30 UTC+3     |                          |                 |                                 | Lahtis Publik: 1 712 Domare: Jenny Palmqvist (Sverige) | Lahtis Publik: 1 712 Domare: Jenny Palmqvist (Sverige) |

### Grupp B
| Nr | Lag       | S | V | O | F | GM | IM | MS | P |
| -- | --------- | - | - | - | - | -- | -- | -- | - |
| 1  | Tyskland  | 3 | 3 | 0 | 0 | 10 | 1  | +9 | 9 |
| 2  | Frankrike | 3 | 1 | 1 | 1 | 5  | 7  | −2 | 4 |
| 3  | Norge     | 3 | 1 | 1 | 1 | 2  | 5  | −3 | 4 |
| 4  | Island    | 3 | 0 | 0 | 3 | 1  | 5  | −4 | 0 |

| 3           | 24 augusti 2009 | Tyskland                                                              | 4 – 0           | Norge | Tammerfors stadion                                             |                                                                |
| 17:00 UTC+3 | 17:00 UTC+3     | Linda Bresonik 33′ (str.) Fatmire Alushi 90′, 90+4′ Anja Mittag 90+2′ | (1 – 0) Rapport |       | Tammerfors Publik: 6 552 Domare: Alexandra Ihringova (England) | Tammerfors Publik: 6 552 Domare: Alexandra Ihringova (England) |
| 17:00 UTC+3 | 17:00 UTC+3     |                                                                       |                 |       | Tammerfors Publik: 6 552 Domare: Alexandra Ihringova (England) | Tammerfors Publik: 6 552 Domare: Alexandra Ihringova (England) |
| 17:00 UTC+3 | 17:00 UTC+3     |                                                                       |                 |       | Tammerfors Publik: 6 552 Domare: Alexandra Ihringova (England) | Tammerfors Publik: 6 552 Domare: Alexandra Ihringova (England) |

| 4           | 24 augusti 2009 | Island                     | 1 – 3           | Frankrike                                                            | Tammerfors stadion                                              |                                                                 |
| 20:00 UTC+3 | 20:00 UTC+3     | Hólmfríður Magnúsdóttir 6′ | (1 – 1) Rapport | 18′ (str.) Camille Abily 53′ (str.) Sonia Bompastor 67′ Louisa Nécib | Tammerfors Publik: 6 552 Domare: Natalia Avdontjenko (Ryssland) | Tammerfors Publik: 6 552 Domare: Natalia Avdontjenko (Ryssland) |
| 20:00 UTC+3 | 20:00 UTC+3     |                            |                 |                                                                      | Tammerfors Publik: 6 552 Domare: Natalia Avdontjenko (Ryssland) | Tammerfors Publik: 6 552 Domare: Natalia Avdontjenko (Ryssland) |
| 20:00 UTC+3 | 20:00 UTC+3     |                            |                 |                                                                      | Tammerfors Publik: 6 552 Domare: Natalia Avdontjenko (Ryssland) | Tammerfors Publik: 6 552 Domare: Natalia Avdontjenko (Ryssland) |

| 10          | 27 augusti 2009 | Frankrike          | 1 – 5           | Tyskland                                                                                        | Tammerfors stadion                                         |                                                            |
| 17:30 UTC+3 | 17:30 UTC+3     | Gaëtane Thiney 51′ | (0 – 3) Rapport | 9′ Inka Grings 17′ Annike Krahn 45+1′ Melanie Behringer 47′ Linda Bresonik 90+1′ Simone Laudehr | Tammerfors Publik: 3 331 Domare: Kateryna Monzul (Ukraina) | Tammerfors Publik: 3 331 Domare: Kateryna Monzul (Ukraina) |
| 17:30 UTC+3 | 17:30 UTC+3     |                    |                 |                                                                                                 | Tammerfors Publik: 3 331 Domare: Kateryna Monzul (Ukraina) | Tammerfors Publik: 3 331 Domare: Kateryna Monzul (Ukraina) |
| 17:30 UTC+3 | 17:30 UTC+3     |                    |                 |                                                                                                 | Tammerfors Publik: 3 331 Domare: Kateryna Monzul (Ukraina) | Tammerfors Publik: 3 331 Domare: Kateryna Monzul (Ukraina) |

| 11          | 27 augusti 2009 | Island | 0 – 1           | Norge                | Lahtis stadion                                             |                                                            |
| 20:00 UTC+3 | 20:00 UTC+3     |        | (0 – 1) Rapport | 45′ Cecilie Pedersen | Lahtis Publik: 1 399 Domare: Cristina Dorcioman (Rumänien) | Lahtis Publik: 1 399 Domare: Cristina Dorcioman (Rumänien) |
| 20:00 UTC+3 | 20:00 UTC+3     |        |                 |                      | Lahtis Publik: 1 399 Domare: Cristina Dorcioman (Rumänien) | Lahtis Publik: 1 399 Domare: Cristina Dorcioman (Rumänien) |
| 20:00 UTC+3 | 20:00 UTC+3     |        |                 |                      | Lahtis Publik: 1 399 Domare: Cristina Dorcioman (Rumänien) | Lahtis Publik: 1 399 Domare: Cristina Dorcioman (Rumänien) |

| 15          | 30 augusti 2009 | Tyskland        | 1 – 0           | Island | Tammerfors stadion                                         |                                                            |
| 16:00 UTC+3 | 16:00 UTC+3     | Inka Grings 50′ | (0 – 0) Rapport |        | Tammerfors Publik: 3 101 Domare: Kirsi Heikkinen (Finland) | Tammerfors Publik: 3 101 Domare: Kirsi Heikkinen (Finland) |
| 16:00 UTC+3 | 16:00 UTC+3     |                 |                 |        | Tammerfors Publik: 3 101 Domare: Kirsi Heikkinen (Finland) | Tammerfors Publik: 3 101 Domare: Kirsi Heikkinen (Finland) |
| 16:00 UTC+3 | 16:00 UTC+3     |                 |                 |        | Tammerfors Publik: 3 101 Domare: Kirsi Heikkinen (Finland) | Tammerfors Publik: 3 101 Domare: Kirsi Heikkinen (Finland) |

| 16          | 30 augusti 2009 | Norge              | 1 – 1           | Frankrike         | Finnair Stadium                                                 |                                                                 |
| 16:00 UTC+3 | 16:00 UTC+3     | Lene Storløkken 4′ | (1 – 1) Rapport | 16′ Camille Abily | Helsingfors Publik: 1 537 Domare: Alexandra Ihringova (England) | Helsingfors Publik: 1 537 Domare: Alexandra Ihringova (England) |
| 16:00 UTC+3 | 16:00 UTC+3     |                    |                 |                   | Helsingfors Publik: 1 537 Domare: Alexandra Ihringova (England) | Helsingfors Publik: 1 537 Domare: Alexandra Ihringova (England) |
| 16:00 UTC+3 | 16:00 UTC+3     |                    |                 |                   | Helsingfors Publik: 1 537 Domare: Alexandra Ihringova (England) | Helsingfors Publik: 1 537 Domare: Alexandra Ihringova (England) |

### Grupp C
| Nr | Lag      | S | V | O | F | GM | IM | MS | P |
| -- | -------- | - | - | - | - | -- | -- | -- | - |
| 1  | Sverige  | 3 | 2 | 1 | 0 | 6  | 1  | +5 | 7 |
| 2  | Italien  | 3 | 2 | 0 | 1 | 4  | 3  | +1 | 6 |
| 3  | England  | 3 | 1 | 1 | 1 | 5  | 5  | 0  | 4 |
| 4  | Ryssland | 3 | 0 | 0 | 3 | 2  | 8  | −6 | 0 |

| 5           | 25 augusti 2009 | England                  | 1 – 2           | Italien                                 | Lahtis stadion                                            |                                                           |
| 17:30 UTC+3 | 17:30 UTC+3     | Fara Williams 38′ (str.) | (1 – 0) Rapport | 56′ Patrizia Panico 82′ Alessia Tuttino | Lahtis Publik: 2 950 Domare: Bibiana Steinhaus (Tyskland) | Lahtis Publik: 2 950 Domare: Bibiana Steinhaus (Tyskland) |
| 17:30 UTC+3 | 17:30 UTC+3     |                          |                 |                                         | Lahtis Publik: 2 950 Domare: Bibiana Steinhaus (Tyskland) | Lahtis Publik: 2 950 Domare: Bibiana Steinhaus (Tyskland) |
| 17:30 UTC+3 | 17:30 UTC+3     |                          |                 |                                         | Lahtis Publik: 2 950 Domare: Bibiana Steinhaus (Tyskland) | Lahtis Publik: 2 950 Domare: Bibiana Steinhaus (Tyskland) |

| 6           | 25 augusti 2009 | Sverige                                                              | 3 – 0           | Ryssland | Veritas Stadion                                     |                                                     |
| 20:00 UTC+3 | 20:00 UTC+3     | Charlotte Rohlin 5′ Victoria Sandell Svensson 15′ Caroline Seger 82′ | (2 – 0) Rapport |          | Åbo Publik: 4 697 Domare: Kirsi Heikkinen (Finland) | Åbo Publik: 4 697 Domare: Kirsi Heikkinen (Finland) |
| 20:00 UTC+3 | 20:00 UTC+3     |                                                                      |                 |          | Åbo Publik: 4 697 Domare: Kirsi Heikkinen (Finland) | Åbo Publik: 4 697 Domare: Kirsi Heikkinen (Finland) |
| 20:00 UTC+3 | 20:00 UTC+3     |                                                                      |                 |          | Åbo Publik: 4 697 Domare: Kirsi Heikkinen (Finland) | Åbo Publik: 4 697 Domare: Kirsi Heikkinen (Finland) |

| 12          | 28 augusti 2009 | Italien | 0 – 2           | Sverige                               | Veritas Stadion                                        |                                                        |
| 17:30 UTC+3 | 17:30 UTC+3     |         | (0 – 2) Rapport | 9′ Lotta Schelin 19′ Kosovare Asllani | Åbo Publik: 5 947 Domare: Bibiana Steinhaus (Tyskland) | Åbo Publik: 5 947 Domare: Bibiana Steinhaus (Tyskland) |
| 17:30 UTC+3 | 17:30 UTC+3     |         |                 |                                       | Åbo Publik: 5 947 Domare: Bibiana Steinhaus (Tyskland) | Åbo Publik: 5 947 Domare: Bibiana Steinhaus (Tyskland) |
| 17:30 UTC+3 | 17:30 UTC+3     |         |                 |                                       | Åbo Publik: 5 947 Domare: Bibiana Steinhaus (Tyskland) | Åbo Publik: 5 947 Domare: Bibiana Steinhaus (Tyskland) |

| 13          | 28 augusti 2009 | England                                           | 3 – 2           | Ryssland                                    | Finnair Stadium                                             |                                                             |
| 20:00 UTC+3 | 20:00 UTC+3     | Karen Carney 24′ Eniola Aluko 32′ Kelly Smith 42′ | (3 – 2) Rapport | 2′ Ksenia Tsybutovitj 22′ Olesia Kurotjkina | Helsingfors Publik: 1 462 Domare: Dagmar Damková (Tjeckien) | Helsingfors Publik: 1 462 Domare: Dagmar Damková (Tjeckien) |
| 20:00 UTC+3 | 20:00 UTC+3     |                                                   |                 |                                             | Helsingfors Publik: 1 462 Domare: Dagmar Damková (Tjeckien) | Helsingfors Publik: 1 462 Domare: Dagmar Damková (Tjeckien) |
| 20:00 UTC+3 | 20:00 UTC+3     |                                                   |                 |                                             | Helsingfors Publik: 1 462 Domare: Dagmar Damková (Tjeckien) | Helsingfors Publik: 1 462 Domare: Dagmar Damková (Tjeckien) |

| 17          | 31 augusti 2009 | Ryssland | 0 – 2           | Italien                                  | Olympiastadion                                                    |                                                                   |
| 19:00 UTC+3 | 19:00 UTC+3     |          | (0 – 0) Rapport | 77′ Melania Gabbiadini 93′ Tatiana Zorri | Helsingfors Publik: 1 112 Domare: Gyöngyi Krisztina Gaál (Ungern) | Helsingfors Publik: 1 112 Domare: Gyöngyi Krisztina Gaál (Ungern) |
| 19:00 UTC+3 | 19:00 UTC+3     |          |                 |                                          | Helsingfors Publik: 1 112 Domare: Gyöngyi Krisztina Gaál (Ungern) | Helsingfors Publik: 1 112 Domare: Gyöngyi Krisztina Gaál (Ungern) |
| 19:00 UTC+3 | 19:00 UTC+3     |          |                 |                                          | Helsingfors Publik: 1 112 Domare: Gyöngyi Krisztina Gaál (Ungern) | Helsingfors Publik: 1 112 Domare: Gyöngyi Krisztina Gaál (Ungern) |

| 18          | 31 augusti 2009 | Sverige                              | 1 – 1           | England        | Veritas Stadion                                     |                                                     |
| 19:00 UTC+3 | 19:00 UTC+3     | Victoria Sandell Svensson 40′ (str.) | (1 – 1) Rapport | 28′ Faye White | Åbo Publik: 6 142 Domare: Kateryna Monzul (Ukraina) | Åbo Publik: 6 142 Domare: Kateryna Monzul (Ukraina) |
| 19:00 UTC+3 | 19:00 UTC+3     |                                      |                 |                | Åbo Publik: 6 142 Domare: Kateryna Monzul (Ukraina) | Åbo Publik: 6 142 Domare: Kateryna Monzul (Ukraina) |
| 19:00 UTC+3 | 19:00 UTC+3     |                                      |                 |                | Åbo Publik: 6 142 Domare: Kateryna Monzul (Ukraina) | Åbo Publik: 6 142 Domare: Kateryna Monzul (Ukraina) |

### Ranking av grupptreor
| Nr | Lag (grupp) | S | V | O | F | GM | IM | MS | P |
| -- | ----------- | - | - | - | - | -- | -- | -- | - |
| 1  | England (C) | 3 | 1 | 1 | 1 | 5  | 5  | 0  | 4 |
| 2  | Norge (B)   | 3 | 1 | 1 | 1 | 2  | 5  | −3 | 4 |
| 3  | Danmark (A) | 3 | 1 | 0 | 2 | 3  | 4  | −1 | 3 |

## Slutspel

### Slutspelsträd
|  | Kvartsfinaler | Kvartsfinaler |          |   | Semifinaler | Semifinaler |  |  | Final | Final |
|  |               |               |          |   |             |             |  |  |       |       |
|  |               |               |          |   |             |             |  |  |       |       |
|  |               |               |          |   |             |             |  |  |       |       |
|  | Finland       | 2             |          |   |             |             |  |  |       |       |
|  | Finland       | 2             |          |   |             |             |  |  |       |       |
|  | England       | 3             |          |   |             |             |  |  |       |       |
|  | England       | 3             | England  | 2 |             |             |  |  |       |       |
|  |               |               | England  | 2 |             |             |  |  |       |       |
|  |               | Nederländerna | 1        |   |             |             |  |  |       |       |
|  | Nederländerna | Nederländerna | 1        | 5 |             |             |  |  |       |       |
|  | Nederländerna |               |          | 5 |             |             |  |  |       |       |
|  | Frankrike     | 4             |          |   |             |             |  |  |       |       |
|  | Frankrike     | 4             | England  | 2 |             |             |  |  |       |       |
|  |               |               | England  | 2 |             |             |  |  |       |       |
|  |               | Tyskland      | 6        |   |             |             |  |  |       |       |
|  | Tyskland      | Tyskland      | 6        | 2 |             |             |  |  |       |       |
|  | Tyskland      |               |          | 2 |             |             |  |  |       |       |
|  | Italien       | 1             |          |   |             |             |  |  |       |       |
|  | Italien       | 1             | Tyskland | 3 |             |             |  |  |       |       |
|  |               |               | Tyskland | 3 |             |             |  |  |       |       |
|  |               | Norge         | 1        |   |             |             |  |  |       |       |
|  | Sverige       | Norge         | 1        | 1 |             |             |  |  |       |       |
|  | Sverige       |               |          | 1 |             |             |  |  |       |       |
|  | Norge         | 3             |          |   |             |             |  |  |       |       |
|  | Norge         | 3             |          |   |             |             |  |  |       |       |

### Kvartsfinaler
| 19          | 3 september 2009 | Finland                                | 2 – 3           | England                                 | Veritas Stadion                                     |                                                     |
| 15:00 UTC+3 | 15:00 UTC+3      | Annica Sjölund 66′ Linda Sällström 79′ | (0 – 1) Rapport | 15′, 67′ Eniola Aluko 50′ Fara Williams | Åbo Publik: 7 247 Domare: Dagmar Damková (Tjeckien) | Åbo Publik: 7 247 Domare: Dagmar Damková (Tjeckien) |
| 15:00 UTC+3 | 15:00 UTC+3      |                                        |                 |                                         | Åbo Publik: 7 247 Domare: Dagmar Damková (Tjeckien) | Åbo Publik: 7 247 Domare: Dagmar Damková (Tjeckien) |
| 15:00 UTC+3 | 15:00 UTC+3      |                                        |                 |                                         | Åbo Publik: 7 247 Domare: Dagmar Damková (Tjeckien) | Åbo Publik: 7 247 Domare: Dagmar Damková (Tjeckien) |

| 20          | 3 september 2009 | Nederländerna                                                                                               | 0000 0 – 0 (e.fl.)         | Frankrike | Tammerfors stadion                                         |                                                            |
| 20:00 UTC+3 | 20:00 UTC+3      | | (0 – 0) Rapport            | | Tammerfors Publik: 2 766 Domare: Kirsi Heikkinen (Finland) | Tammerfors Publik: 2 766 Domare: Kirsi Heikkinen (Finland) |
| 20:00 UTC+3 | 20:00 UTC+3      | |                            | | Tammerfors Publik: 2 766 Domare: Kirsi Heikkinen (Finland) | Tammerfors Publik: 2 766 Domare: Kirsi Heikkinen (Finland) |
| 20:00 UTC+3 | 20:00 UTC+3      | Karin Stevens Manon Melis Annemieke Kiesel-Griffioen Sylvia Smit Daphne Koster Dyanne Bito Anouk Hoogendijk | Straffsparksläggning 5 – 4 | Sandrine Soubeyrand Camille Abily Amandine Henry Eugénie Le Sommer Corine Franco Ophélie Meilleroux Candie Herbert | Tammerfors Publik: 2 766 Domare: Kirsi Heikkinen (Finland) | Tammerfors Publik: 2 766 Domare: Kirsi Heikkinen (Finland) |

| 21          | 4 september 2009 | Tyskland            | 2 – 1           | Italien             | Lahtis stadion                                         |                                                        |
| 16:00 UTC+3 | 16:00 UTC+3      | Inka Grings 4′, 47′ | (1 – 0) Rapport | 63′ Patrizia Panico | Lahtis Publik: 1 866 Domare: Jenny Palmqvist (Sverige) | Lahtis Publik: 1 866 Domare: Jenny Palmqvist (Sverige) |
| 16:00 UTC+3 | 16:00 UTC+3      |                     |                 |                     | Lahtis Publik: 1 866 Domare: Jenny Palmqvist (Sverige) | Lahtis Publik: 1 866 Domare: Jenny Palmqvist (Sverige) |
| 16:00 UTC+3 | 16:00 UTC+3      |                     |                 |                     | Lahtis Publik: 1 866 Domare: Jenny Palmqvist (Sverige) | Lahtis Publik: 1 866 Domare: Jenny Palmqvist (Sverige) |

| 22          | 4 september 2009 | Sverige                       | 1 – 3           | Norge                                                             | Finnair Stadium                                                |                                                                |
| 20:00 UTC+3 | 20:00 UTC+3      | Victoria Sandell Svensson 80′ | (0 – 2) Rapport | 39′ (sjm.) Stina Segerström 45′ Anneli Giske 60′ Cecilie Pedersen | Helsingfors Publik: 1 708 Domare: Bibiana Steinhaus (Tyskland) | Helsingfors Publik: 1 708 Domare: Bibiana Steinhaus (Tyskland) |
| 20:00 UTC+3 | 20:00 UTC+3      |                               |                 |                                                                   | Helsingfors Publik: 1 708 Domare: Bibiana Steinhaus (Tyskland) | Helsingfors Publik: 1 708 Domare: Bibiana Steinhaus (Tyskland) |
| 20:00 UTC+3 | 20:00 UTC+3      |                               |                 |                                                                   | Helsingfors Publik: 1 708 Domare: Bibiana Steinhaus (Tyskland) | Helsingfors Publik: 1 708 Domare: Bibiana Steinhaus (Tyskland) |

### Semifinaler
| 23          | 6 september 2009 | England                         | 0000 2 – 1 (e.fl.) | Nederländerna      | Tammerfors stadion                                               |                                                                  |
| 20:00 UTC+3 | 20:00 UTC+3      | Kelly Smith 61′ Jill Scott 116′ | (0 – 0) Rapport    | 63′ Marlous Pieëte | Tammerfors Publik: 4 621 Domare: Gyöngyi Krisztina Gaál (Ungern) | Tammerfors Publik: 4 621 Domare: Gyöngyi Krisztina Gaál (Ungern) |
| 20:00 UTC+3 | 20:00 UTC+3      |                                 |                    |                    | Tammerfors Publik: 4 621 Domare: Gyöngyi Krisztina Gaál (Ungern) | Tammerfors Publik: 4 621 Domare: Gyöngyi Krisztina Gaál (Ungern) |
| 20:00 UTC+3 | 20:00 UTC+3      |                                 |                    |                    | Tammerfors Publik: 4 621 Domare: Gyöngyi Krisztina Gaál (Ungern) | Tammerfors Publik: 4 621 Domare: Gyöngyi Krisztina Gaál (Ungern) |

| 24          | 7 september 2009 | Tyskland                                                | 3 – 1           | Norge                      | Finnair Stadium                                             |                                                             |
| 20:00 UTC+3 | 20:00 UTC+3      | Simone Laudehr 59′ Célia Šašić 61′ Fatmire Alushi 90+3′ | (0 – 1) Rapport | 10′ Isabell Lehn Herlovsen | Helsingfors Publik: 2 765 Domare: Kirsi Heikkinen (Finland) | Helsingfors Publik: 2 765 Domare: Kirsi Heikkinen (Finland) |
| 20:00 UTC+3 | 20:00 UTC+3      |                                                         |                 |                            | Helsingfors Publik: 2 765 Domare: Kirsi Heikkinen (Finland) | Helsingfors Publik: 2 765 Domare: Kirsi Heikkinen (Finland) |
| 20:00 UTC+3 | 20:00 UTC+3      |                                                         |                 |                            | Helsingfors Publik: 2 765 Domare: Kirsi Heikkinen (Finland) | Helsingfors Publik: 2 765 Domare: Kirsi Heikkinen (Finland) |

### Final
| 25          | 10 september 2009 | England                          | 2 – 6           | Tyskland                                                                       | Olympiastadion                                               |                                                              |
| 20:00 UTC+3 | 20:00 UTC+3       | Karen Carney 24′ Kelly Smith 55′ | (1 – 2) Rapport | 20′, 76′ Birgit Prinz 22′ Melanie Behringer 50′ Kim Kulig 62′, 73′ Inka Grings | Helsingfors Publik: 15 877 Domare: Dagmar Damková (Tjeckien) | Helsingfors Publik: 15 877 Domare: Dagmar Damková (Tjeckien) |
| 20:00 UTC+3 | 20:00 UTC+3       |                                  |                 |                                                                                | Helsingfors Publik: 15 877 Domare: Dagmar Damková (Tjeckien) | Helsingfors Publik: 15 877 Domare: Dagmar Damková (Tjeckien) |
| 20:00 UTC+3 | 20:00 UTC+3       |                                  |                 |                                                                                | Helsingfors Publik: 15 877 Domare: Dagmar Damková (Tjeckien) | Helsingfors Publik: 15 877 Domare: Dagmar Damková (Tjeckien) |